# José Auto da Silva Guimarães
José Auto da Silva Guimarães, primeiro e único barão de Jaguarão (Porto Alegre, 12 de setembro de 1819 — Rio de Janeiro, 28 de julho de 1880), foi um militar brasileiro.

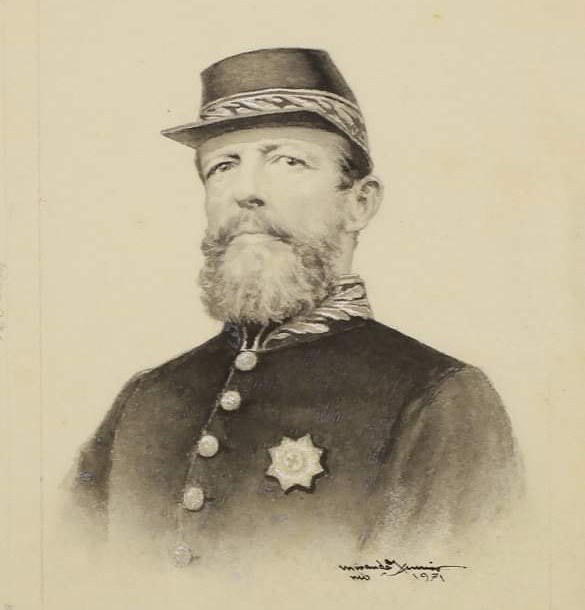
José Auto da Silva Guimarães, Barão de Jaguarão.

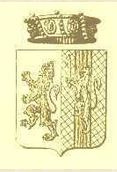
Brasão de armas do barão de Jaguarão

Nasceu na chácara do Cristal, filho do comerciante português Antônio José da Silva Guimarães, cavaleiro da Ordem Militar de Cristo, e de Maurícia Antônia de Oliveira Bandeira, neta de Francisco Pinto Bandeira e sobrinha de Rafael Pinto Bandeira. Casou-se com Josefina Angélica de Ourique Jacques.
Entrou para o exército em 1836, comandado por seu tio, o marechal Sebastião Barreto Pereira Pinto (que era casado com sua tia materna, Matilde Clara de Oliveira Bandeira), participando da Revolução Farroupilha do lado legalista. Chegou ao posto de tenente-general, tendo participado da Guerra contra Rosas, Guerra contra Aguirre e Guerra do Paraguai, onde comandou a divisão de ocupação do Paraguai, entre 1871 a 1875. Foi depois comandante das armas do Rio Grande do Sul.
Foi agraciado com a grã-cruz da Imperial Ordem de São Bento de Avis, dignitário da Imperial Ordem do Cruzeiro, grande dignitário da Imperial Ordem da Rosa e comendador da Imperial Ordem de Cristo. Agraciado barão em 10 de julho de 1872.

Em sua homenagem, existe em Porto Alegre a Rua General Auto.